# Adelborstenlied
Het Adelborstenlied is het lied van het Korps Adelborsten. 

## Geschiedenis
Het eerste adelborstenlied werd in 1877 door W.D.H. baron van Asbeck, zelf een adelborst, gedicht en op muziek gezet door kapelmeester W.L. Weckesser. Dat lied was een afscheidslied voor een geliefde en bleek om die reden toch niet zo geschikt als korpslied voor aanstaande officieren. 
In 1887 werd het dan ook vervangen door een lied van adelborst A.A. Visser met muziek van kapelmeester J. Koning. Het lied bestaat uit drie coupletten die in melodie aan elkaar gelijk zijn. Het lied beschrijft oude zeehelden als voorbeeld voor huidige adelborsten en belooft eeuwige trouw aan de Nederlandse vlag.
Tekst en melodie zijn sinds 1887 hetzelfde. Bij officiële Korpsevenementen wordt het lied gezongen, elke adelborst moet de drie coupletten dan ook uit het hoofd kennen.

## Tekst
Waar De Ruyter eens moest sneven
Waar een Tromp zijn roem behield
Staan wij aan ’t begin van t leven
Maar met hoop en moed bezield
Wordt nog eens in later dagen
Neêrlands vlag ten strijd ontplooid
Stervend zullen wij haar schragen
Stervend zullen wij haar schragen
Maar die vlag verlaten, nooit
Maar die vlag verlaten, nooit
Slaat de luipaard eens zijn klauwen
Naar het vrije Neêrland uit
Mocht de adelaar ’t beschouwen
Als gemakkelijke buit
Tromp, De Ruyter zal herleven
In ’t vrije Nederland
‘t Voorbeeld door Van Speijk gegeven
‘t Voorbeeld door Van Speijk gegeven
Volgen wij met hart en hand
Volgen wij met hart en hand
Ja, wij slaan het oog naar boven
Waar zij wappert dag aan dag
En wij zweren, wij beloven
Eeuw'ge trouw aan Neêrlands vlag
Wordt nog eens in later dagen
’t Rood wit blauw ten strijd ontplooid
Stervend zullen wij het schragen
Stervend zullen wij het schragen
Die gelofte schenden, nooit
Die gelofte schenden, nooit